# A-332
La A-332 es una carretera autonómica andaluza conocida como Carretera de Cuevas a Terreros conectando la Autovía del Mediterráneo a la altura de Cuevas del Almanzora con San Juan de los Terreros y la RM-333 en el límite con la Región de Murcia.

## Historia
La A-332 fue el primer tramo de la carretera N-332, hasta que se renombró como A-332. Desde entonces pasó a pertenecer a la red de carreteras de la Junta de Andalucía cubriendo el tramo entre Cuevas del Almanzora - San Juan de Los Terreros.

## Trazado
La carretera comienza en la salida 537 de la A-7 (Autovía del Mediterráneo) y termina en el término municipal de Pulpí conectando con la RM-333. Atraviesa el pueblo de Cuevas del Almanzora conectando con la A-350 y bordea los pueblos de Los Lobos y San Juan de los Terreros.

## Poblaciones que atraviesa
- Cuevas del Almanzora
- Los Lobos
- San Juan de los Terreros
- Pulpí